# WMD Drinkwater
WMD Drinkwater NV wint drinkwater en levert dat aan ruim 200.000 huishoudens en bedrijven in het grootste deel van de provincie Drenthe. WMD is een publiek nutsbedrijf dat jaarlijks ruim 30 miljoen m³ drinkwater produceert. De aandeelhouders zijn de Nederlandse provincie Drenthe en 11 Drentse gemeenten. De provincie is grootaandeelhouder met een belang van 50%.
WMD gebruikt grondwater om drinkwater te maken. Het grondwater wordt gewonnen in dertienwaterwingebieden. In twaalf productiestations wordt het grondwater gezuiverd. De hardheid van het drinkwater in Drenthe is overal lager dan 10 graden. 

## Geschiedenis
De drinkwatervoorziening per leiding kwam in Drenthe rond 1900 op gang. In 1894 kwam in Meppel de eerste plaatselijke waterleiding tot stand. Assen volgde in 1896, Coevorden in 1915 en Hoogeveen in 1927. De dorpen Eelde en Paterswolde werden in 1931 aangesloten op het leidingnet van wat nu Waterbedrijf Groningen is. Om heel Drenthe van drinkwater te voorzien werd een provinciaal waterbedrijf, de Waterleidingmaatschappij Drenthe, opgericht in 1937. WMD ging van start in de gemeente Emmen. Door de geringe bevolkingsdichtheid verliep de aanleg van waterleiding op het uitgestrekte platteland moeizaam. Het heeft tot eind jaren vijftig geduurd voor alle dorpen waren aangesloten. Tot die tijd bleef men afhankelijk van eigen watervoorziening door middel van een put, pomp of regenton.
Van de vier gemeentelijke waterbedrijven in Drenthe heeft WMD er drie overgenomen: dat van Assen in 1970, Coevorden in 1988 en Hoogeveen in 1989. Het gemeentelijk drinkwaterbedrijf van Meppel is in 1971 overgenomen door het waterleidingbedrijf van Overijssel.
In 2018 leed WMD een groot verlies 10,5 miljoen euro, het jaar ervoor werd nog een winst getoond van 2,5 miljoen euro. De forse daling werd veroorzaakt door een forse afwaardering op de activiteiten in Wildlands. WMD en Wildlands werkten sinds de jaren ’90 samen. Het toenmalige Dierenpark Emmen verhuisde toen naar Noordbargeres, een grondwaterbeschermingsgebied van WMD. WMD bouwde een geavanceerde waterzuivering voor de dierenverblijven om zo drinkwater te besparen en ook investeerde WMD in een duurzame energie-oplossing voor Wildlands en het Atlas Theater. In 2018 besloot WMD zich volledig te richten op de kerntaak en de samenwerking met Wildlands paste hier niet in waarop de afwaardering volgde.  
In Anloo produceerde de WMD bronwater onder de naam Anl'eau. In 2019 besloot WMD te stoppen met de productie van flessenwater. Een poging om het bedrijf te verkopen mislukte en de bottelarij Het Hunzedal in Annen ging in 2020 dicht. WMD moest hierop een verlies nemen van twee miljoen euro. Een bedrijf in 2e Exloërmond heeft de merknaam Anl’eau overgenomen en nam ook één van de twee bottellijnen van de WMD over.
WMD en waterschap Vechtstromen waren sinds 2004 partner in Nieuwater BV en beide hadden 50% van de aandelen in handen. De fabriek in Nieuw-Amsterdam is in 2010 gerealiseerd en hier wordt gezuiverd rioolwater uit de naastgelegen rioolwaterzuivering ultrapuur water gemaakt voor de Nederlandse Aardolie Maatschappij. De NAM gebruikt dit schone water, zonder mineralen en kalk, in bij de oliewinning in Schoonebeek om de stroperige aardolie vloeibaar te maken. In 2021 verkocht WMD het belang in Nieuwater aan partner Vechtstromen. WMD wil alleen een drinkwaterbedrijf zijn heeft daarom de niet-drinkwateractiviteiten afgestoten. Dit leidde in 2021 tot een grote eenmalige winst op de verkoop van het aandelenbelang.

## Activiteiten
In 2021 produceerde WMD 35 miljoen m³ drinkwater, hiervan werd 30,6 miljoen m³ in het eigen verzorgingsgebied afgezet. Zo'n 4,5 miljoen m³ ging naar Vitens en het Waterbedrijf Groningen. Het hoofdleidingennet heeft een totale lengte van bijna 5000 kilometer.
In de waterwingebieden combineert het bedrijf het winnen van grondwater met de verbetering van natuur en landschap.

## Watertorens
In het voorzieningsgebied van WMD staan watertorens in Assen, Hoogeveen, Coevorden en Zuidlaren. Deze zijn niet alle meer in gebruik als watertoren.